# Julian Kotwicz-Zgórski

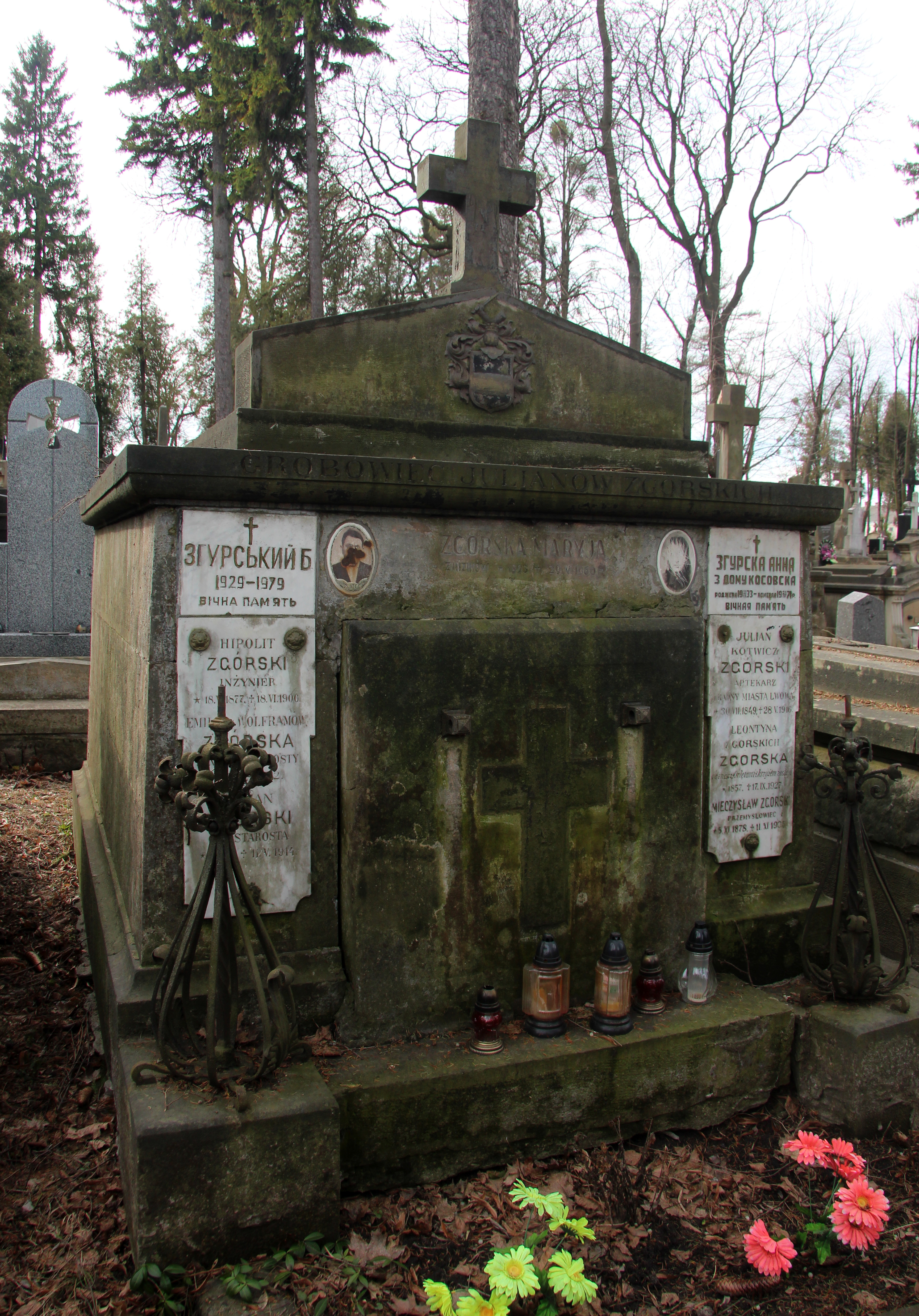

Julian Kotwicz-Zgórski (ur. ok. 1819, zm. 11 maja 1914 we Lwowie) – polski c. k. urzędnik.
Pełnił urzędy starosty powiatu mościskiego (1871), powiatu kolbuszowskiego (1879). Zamieszkiwał także w Rzeszowie.
Zmarł 11 maja 1914 we Lwowie w wieku 95 lat. Został pochowany na Cmentarzu Łyczakowskim we Lwowie.
Miał synów Alfreda (prawnik, polityk), Kazimierza (lekarz), Juliusza, Józefa.